# The Tubes
The Tubes es una banda de rock de San Francisco. Su álbum debut homónimo de 1975 incluía el sencillo "White Punks on Dope", mientras que su sencillo de 1983 "She's a Beauty" fue un éxito top 10 en Estados Unidos y su video musical se reprodujo con frecuencia en los primeros días de MTV. La banda también actuó en la película Xanadu de 1980 , cantando la parte de rock de la canción "Dancin'" junto a una big band.

## Historia
The Tubes se formó el 22 de marzo de 1972 en San Francisco, California, con miembros de dos bandas de Phoenix, Arizona, que se habían mudado a San Francisco en 1969. Una, The Beans, incluía a Bill Spooner, Rick Anderson, Vince Welnick y Bob McIntosh. La otra, The Red White and Blues Band, contó con Prairie Prince, Roger Steen y David Killingsworth. Después de actuar en la Expo '70 en Japón, Killingsworth dejó la Red, White and Blues Band, dejando a Steen y Prince la tarea de audicionar a nuevos bajistas, aunque sin éxito. Antes de mudarse a San Francisco, los Beans habían sido un favorito local en Phoenix, llenando espectáculos con un espectáculo de rock conceptual irónico llamado "La madre de la ascensión" con disfraces y accesorios. Después de mudarse, Bill Spooner trabajó en la sala de conciertos Fillmore West barriendo pisos entre los espectáculos de The Beans en el Longshoremen's Hall y otros lugares menores. El estilo de improvisación ruidoso y pesado de la banda no atrajo mucho la atención, y la banda necesitó regresar a su hogar en Phoenix. Allí agotarían las entradas de los espectáculos, lo que les proporcionaba suficiente dinero para pagar el alquiler. El mánager de The Beans y ex baterista de Alice Cooper Group, John Speer, sugirió que agregaran a Prince y Steen junto con su roadie John Waybill a uno de estos espectáculos. El apodo de Waybill entre la banda era "Fee", abreviatura de "Fiji", gracias a su copiosa cabellera hippie.
"The Radar Men from Uranus" se presentó en el Celebrity Theatre de Phoenix, así como en un espectáculo en México donde la policía los echó de la ciudad (fue donde Rick Anderson casi se ahoga después de que lo arrastraran al mar mientras nadaba). El grupo se mantendría unido y tocaría en bares de motociclistas como The Inn of The Beginning en Cotati CA. Las voces en este momento fueron compartidas por Spooner, Steen y Waybill como personajes diferentes. Prairie Prince y Michael Cotten, amigo de la escuela secundaria de Phoenix, asistían a la escuela de arte en el Instituto de Arte de San Francisco en ese momento; atrajeron la atención de la prensa local al pintar un mural de olas rompiendo en el costado del restaurante Cliff House. Spooner le pidió a Cotten que comprara un sintetizador ARP en lugar de una cámara de cine y comenzó a actuar con la banda, así como a crear accesorios y disfraces.
Uno de los primeros espectáculos de Tubes fue en la cafetería del Instituto de Arte como parte de una muestra de arte para su compañera de clase y futura directora de Hollywood Kathryn Bigelow. Mientras experimentaban con su espectáculo escénico y su arte, Prince y Cotten conocieron a la modelo Re Styles mientras pintaban el mural de Cliff House. Styles nació como Shirley Marie Macleod el 30 de marzo de 1950 en Middelburg, Países Bajos. Había aparecido tanto en La montaña sagrada de Alejandro Jodorowsky como en Space Is the Place de Sun Ra y posó para las revistas Playboy y Penthouse. En 1975 se le atribuyó el diseño de ropa y las coreografias de la banda. En el escenario, interpretaba a Patty Hearst y se vestía con atuendos de cuero salvaje durante el baile "Mondo Bondage" con Waybill. En 1979, ella y Prince estaban casados.
Después de varios años de tocar en bares de motociclistas, la banda necesitaba ayuda. Tenían un acuerdo temporal con el productor David Rubinson y tocaron en conciertos junto a The Pointer Sisters y Sylvester, pero todavía estaban tratando de encontrar una audiencia. Prince había sido contratado por la banda de rock fusión recién formada Journey para grabar demos y se acercó a su manager Herbie Herbert, un ex roadie de Santana y empleado de Bill Graham. Herbert hizo un trato con Graham de que si la banda podía llenar tres espectáculos locales, Graham le daría un espacio de apertura en el programa de su elección.
Herbert reservó espectáculos en un club local llamado The Village, que se agotaron gracias a temas inspirados en la cultura underground post-hippie de San Francisco, como "The Streaker's Ball" y "Mondo Bondage". Para consternación de Graham, Herbert eligió un espacio de apertura para el próximo espectáculo de Led Zeppelin en el Kezar Stadium. La banda hizo todo lo posible, incluiyendo a Waybill vestido como una versión temprana de "Quay Lewd" arrojando "cocaina" (harina) y "pildoras" (dulces) a la multitud, que los devolvió. Graham amenazó a Herbert con que la banda nunca volvería a tocar en San Francisco, pero se calmó y finalmente se enamoró de la banda, y los reservó en Winterland y otros lugares de California para los espectáculos de Año Nuevo y Halloween. Después del espectáculo de Led Zeppelin de 1973, Herbert quería dirigir la banda, pero Spooner y el grupo se fueron con el equipo local de Mort Moriarty y Gary Peterson, también conocido como "Bag O' Bucks". Moriarty estaba interesado en el uso de videos en la música rock y vio el espectáculo en el escenario de Tubes como el futuro de los videos musicales. Bob McIntosh murió de cáncer en ese momento, dejando a Prince como el único baterista.
En 1974, Bag O 'Bucks filmó un espectáculo de Tubes en el California Hall y vendió el "video de demostración" en Los Ángeles. George Daly, jefe de Artistas & Repertorio de Columbia Records en San Francisco, hizo algunas demos de la banda, pero la sede corporativa de CBS en la ciudad de Nueva York no estuvo de acuerdo en firmar a The Tubes con Columbia debido a la naturaleza radical de su arte. Después de 18 meses, sin éxito en su propio sello, Daly, por sugerencia de Rick Wakeman, finalmente envió al grupo a la competencia A&M Records, donde su ex colega y amigo de Columbia East Coast, Kip Cohen, había estado dirigiendo recientemente la división de A&R. Daly llevó personalmente a los gerentes Moriarity y Petersen a Los Ángeles, y Cohen firmó los Tubes con A&M, un raro ejemplo de apoyo entre compañías por parte de los ejecutivos de las principales discográficas. Trabajando con el abogado Greg Fischbach, la banda firmó con A&M Records.

### Álbum debut
El primer álbum de The Tubes, The Tubes (1975), fue producido por Al Kooper. La pista "White Punks on Dope" era un "himno absurdo de exceso miserable" y ridiculizaba a los niños de Hollywood de los ricos y famosos. Desde entonces, la canción ha sido versionada por Mötley Crüe, y la música de rock alemana Nina Hagen tomó la melodía y le puso una nueva letra (no es una traducción de la letra original), tituló su trabajo "TV-Glotzer" ("Couch Potato"), utilizando esta canción como pista de apertura de su propio álbum debut Nina Hagen Band (1978). La canción del álbum "What Do You Want from Life?", que se convirtió en otra de las canciones emblemáticas de Tubes, satiriza el consumismo y la cultura de las celebridades y culmina en un monólogo de Waybill quien, en un rápido parloteo de locutor de un programa de juegos, menciona a celebridades como Bob Dylan, Paul Williams y Randolph Mantooth, así como productos conocidos de la época, incluida la máquina de ejercicios Dynagym y una gran cantidad de vehículos estadounidenses como "... una manada de Winnebagos" y un "Mercury Montclair", como parte de una lista de cosas a las que, "si eres ciudadano estadounidense, tienes derecho (,)" que culmina con "el brazo de un bebé sosteniendo una manzana".
A fines de 1975, la banda creó un espectáculo como ningún otro después de contratar a Kenny Ortega para dirigir y coreografiar, a la comediante Jane Dornacker y su banda "Leila and the Snakes", y al pionero del video y soporte de eventos T.J. McHose para ejecutar una transmisión de video en vivo con películas para cada canción. El espectáculo fue aclamado por la crítica y los introdujo en el mundo del espectáculo en Los Ángeles cuando se agotaron las entradas en el Roxy Theatre, el Boarding House de David Allen y Bimbo's en San Francisco, así como en The Bottom Line en la ciudad de Nueva York. Comparado en ese momento con The Rocky Horror Picture Show, el espectáculo teatral de Tubes estaba más cerca de Saturday Night Live con su mezcla de sátira de actualidad y rutinas subversivas posmodernas al estilo de Andy Kaufman, como Waybill golpeando a una pareja en la primera fila (que eran parte del show) durante "Crime Medley", luego quitandose el disfraz cuando la banda se lanzó a "Mondo Bondage" y una enorme pila de "Kill Amplifiers" ("aplificadores de la muerte", hechos de cartón) cayendo sobre Quay Lewd durante el final de "White Punks on Dope".
La banda formó parte de la escena de comedia underground de mediados de los 70 que incluía a The Credibility Gap, Firesign Theatre, Ace Trucking Company, Kentucky Fried Theatre, Groundlings, Channel One Video Theatre de Ken Shapiro y National Lampoon. El L.A. Connection Comedy Theatre actuó durante el intermedio del espectáculo de Tubes muchas veces. En 1975, a los Tubes se les ofreció un lugar en Saturday Night Live with Howard Cosell y Saturday Night de NBC, pero el manager Mort Moriarty quería que la banda pudiera tocar varias canciones seguidas para mostrar cuán ajustadas eran sus transiciones; ambos programas declinaron, y sin apariciones importantes en televisión, los Tubes se perdieron una gran exposición televisiva, consolidando su estatus de "culto" hasta principios de la década de 1980. El equipo de gira de la banda era de hasta 24 personas en este momento, lo que dificultaba la gira durante las semanas estándar que la mayoría de las bandas de la época se comprometían a construir una base de fans.

### Young and Rich
El segundo álbum de The Tubes, Young and Rich (1976) en A&M Records, fue producido por Ken Scott. Presentaba "Don't Touch Me There", un dueto sugerente entre Waybill y Styles, que fue arreglado al estilo clásico de "Wall of Sound" por Jack Nitzsche. La canción fue coescrita por Ron Nagle y la bailarina y vocalista de Tubes Jane Dornacker.
La banda realizó una gira por Estados Unidos con un nuevo espectáculo que incluyó los nuevos números "Slipped My Disco", "Madam, I'm Adam" y "Pimp". También tocaron varias noches con entradas agotadas en The Shrine en Los Ángeles y Bimbo's en San Francisco. Mingo Lewis se unió a la banda después de realizar varios shows con ellos en Bimbo's.

## Discografía
- 1975 - The Tubes
- 1976 - Young and Rich
- 1977 - Now
- 1979 - Remote Control
- 1981 - The Completion Backward Principle
- 1983 - Outside Inside
- 1985 - Love Bomb
- 1996 - Genius of America
- 2002 - Hoods from Outer Space
- 2003 - White Punks on Dope
- 2009 - Mondo Birthmark

## Miembros actuales
- Roger Steen
- Prairie Prince
- Rick Anderson
- Fee Waybill
- David Medd